# Woods Hole

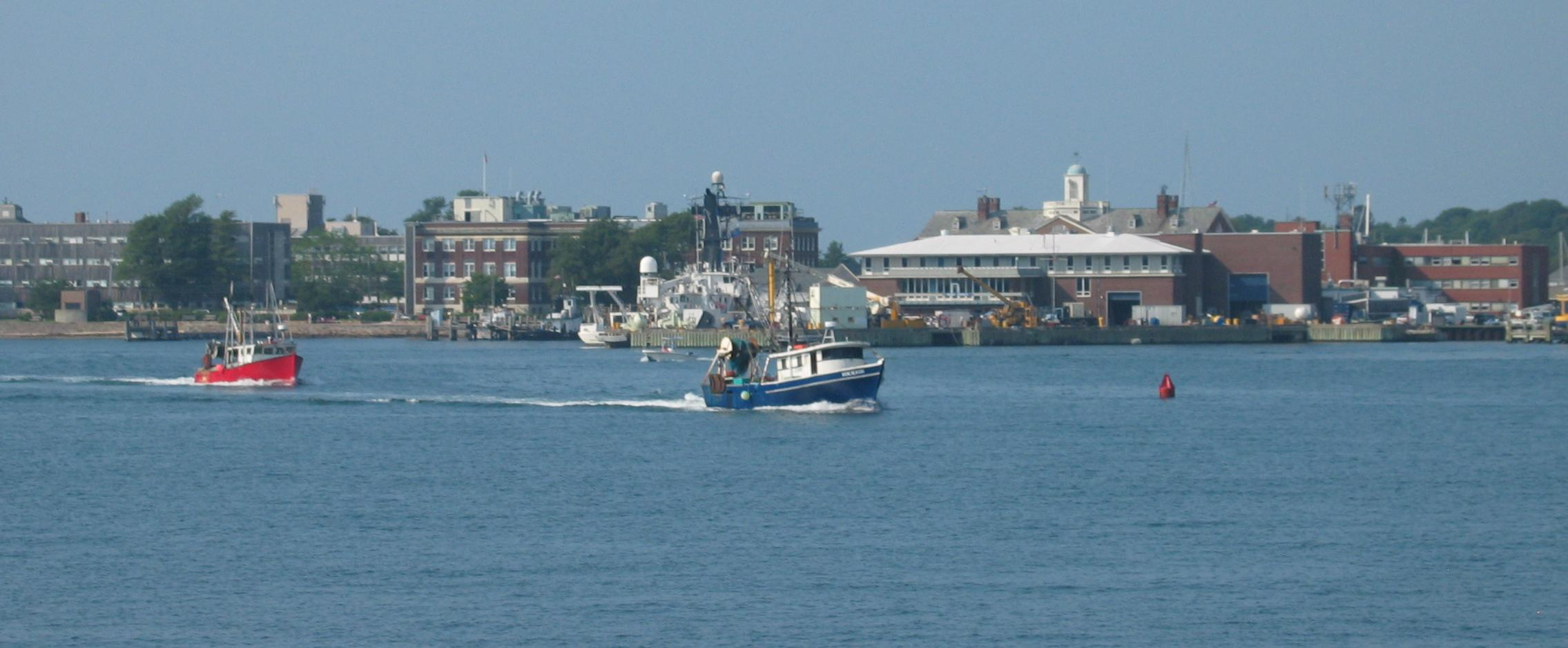
Panorama Woods Hole od strony morza

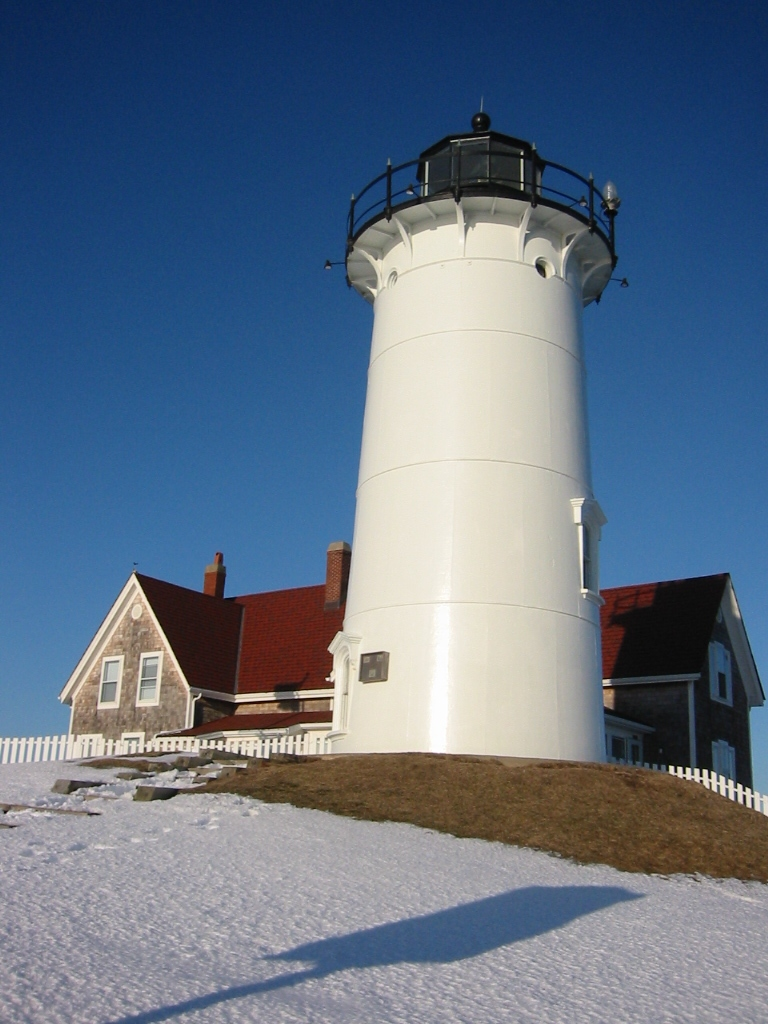
Latarnia morska Nobska Light

Woods Hole – amerykańska jednostka osadnicza (ang. census-designated place) i wieś, wchodząca w skład miasta Falmouth w hrabstwie Barnstable (stan Massachusetts), w południowej części półwyspu Cape Cod. Około dziewięciuset mieszkańców (925 według spisu z 2000 r.), całkowita powierzchnia wynosi 10 km², z czego 56% stanowi ląd, a reszta przypada na wody (m.in. zatokę Great Harbor i zalewy Eel Pond i Nobska Pond).
Wieś położona jest nad cieśniną Vineyard Sound, po przeciwnej stronie której znajduje się wyspa Martha’s Vineyard. W cieśninie tej występują bardzo silne morskie prądy pływowe (ich prędkość może dochodzić do czterech węzłów, a kierunek zmienia się w zależności od fazy przypływu/odpływu), stwarzających poważne problemy w żegludze; szczególnie silne prądy występują w wodach pomiędzy cieśniną Vineyard Sound a zatoką Buzzards Bay, bezpośrednio sąsiadujących z Woods Hole.
Od 1872 Woods Hole miało połączenie kolejowe z Bostonem i resztą kraju (obecnie nieczynne), które w XX wieku w znacznym stopniu wpłynęło na rozwój turystyki w tej okolicy. Z dwóch przystani położonych we wsi odpływają regularne promy na cieszącą się powodzeniem u letników i wycieczkowiczów wyspę Martha’s Vineyard, a także na inną pobliską wysepkę – Uncatena Island w grupie Wysp Elżbiety (Elizabeth Islands). Na południowym skraju wsi, na nadmorskim wzgórzu Nobska Hill ustawiona jest latarnia morska Nobska Light, wybudowana po raz pierwszy w 1828 i przebudowana w 1876.
W Woods Hole ma swoje siedziby kilka instytucji zajmujących się badaniami oceanów, m.in. Marine Biological Laboratory, Woods Hole Oceanographic Institution i Woods Hole Research Center. Z Woods Hole co roku w sierpniu startuje – sprzed restauracji Captain Kidd – długodystansowy bieg uliczny (Falmouth Road Race) długości 7 mil (ok. 11,5 km). Trasa biegu wiedzie wzdłuż południowego wybrzeża półwyspu Cape Cod (m.in. nieopodal latarni Nobska Light), a meta zlokalizowana jest w Falmouth Heights opodal tawerny Four Brothers. W pierwszym biegu w 1973 wystartowało stu biegaczy, w drugim – niespełna czterystu pięćdziesięciu, a obecnie na starcie staje około dziesięciu tysięcy zawodników.